# Alfredo Oropeza
Alfredo Oropeza (Ciudad de México, 1972) es un chef y conferencista mexicano que se ha distinguido por su participación en diferentes programas de televisión como Al natural como presentador de platillos de alta cocina innovadora.

## Biografía
Alfredo Oropeza tiene más de 26 años de trayectoria culinaria. Cursó estudios de gastronomía en la Universidad Anáhuac México Sur, en el The Culinary Institute of America de Nueva York, en Baipai Tai Cooking School, Bangkok y en la Raffles Institution, Singapur.
Actualmente, produce documentales que rinden tributo a pequeños y grandes productores de alimentos en México. Estos documentales se han denominado Tributo al productor, el cual busca poner rostro a los agricultores y pescadores y tiene el propósito de que la gente sepa qué proceso ocurre para que los alimentos lleguen a las mesas de las casas. En la primera entrega, el equipo de Oropeza se centró en el estado de Colima, uno de los más pequeños de la República Mexicana pero que retrata el potencial que tiene el país.
Movimiento al Natural nació como una manera de concientizar sobre comer sanamente. Es un proyecto propio, multiplataforma y en donde las recetas son para todo tipo de personas y están supervisados por nutriólogos mexicanos.
En 2014, el chef mexicano Alfredo Oropeza fue el conductor y juez principal de la emisión de El desafío de Buddy Latinoamérica, en la que especialistas en repostería y famosos como Aleks Syntek y la actriz colombiana Ana María Orozco (Yo soy Betty, la fea) decidían quién manda en la cocina. Dicho programa, producido por Buddy Valastro, estuvo al aire por 7 episodios de una temporada en Discovery Home & Health (Latinoamérica).
Desde 2012, presentó Chef Oropeza en casa, una emisión conducida por él y en la cual, de lunes a sábado, enseñaba a preparar un menú completo en solamente 30 minutos.

## Libros
- La Nueva Cocina Saludable del Chef Oropeza (2003)
- La Nueva Cocina Saludable del Chef Oropeza (Segunda Edición) (2008)
- Chef Oropeza México Saludable 1: Todos los caminos llevan a la mesa (2009)
- La Nueva Cocina Saludable del Chef Oropeza (Tercera Edición) (2011)
- Chef Oropeza México Saludable: Todos los caminos llevan a la mesa (2011)
- 21 Días – 7 kilos menos. La dieta amigable Chef Oropeza (2013)
- Movimiento Al Natural (2016)
- Movimiento Al Natural: Sabores Auténticos (2017)

## Programas de televisión
- Chef Oropeza en casa por Unicable ... Conductor
- Despierta América de Univisión ... Invitado
- Al sabor del chef (2007-2011) ... Conductor
- Hoy de Grupo Televisa (1998-2007) y (2011-)... Invitado